# 穂高ゆう
穂高 ゆう（ほだか ゆう、1973年3月22日 - ）は、日本の女優、モデル、ラジオパーソナリティ。宝塚歌劇団出身（男役・宝塚歌劇団78期生）。身長175㎝。福岡県立朝倉高等学校中退。

## 来歴
福岡県うきは市出身。中学時代に宝塚は一度見たことはあったが特に意識はしておらず、学生時代はずっとバスケットボールをやっていた。高校1年生の時にバスケ部のマネージャーに誘われて試験会場である関西への旅行気分で宝塚音楽学校を受験。音楽・ダンスはまったくの未経験だったためバレエの試験で動くことさえできずに不合格となったが、記念にと観劇した宝塚の舞台に魅せられ再度の受験を決意。バスケ部は辞めてバレエを習い始め、翌年の試験で合格を勝ち取った。宝塚歌劇団78期生として1992年に「この恋は雲の涯まで」で初舞台。以後、タカラジェンヌの男役として星組で6年、雪組で1年の計7年間舞台に立つ。引退公演は雪組「浅茅が宿」「ラヴィール」。引退後は東京でモデルとして活動した。
その後福岡を拠点にセミナー活動やイベント出演、ヴォーカリストとしてライブに出演するなどのほか、2014年には福岡市大名にウォーキングレッスンスタジオをオープンした。また、2018年からはNBCラジオ佐賀の「ただいま、ラジオ。」にパーソナリティとしてレギュラー出演。2021年10月にNBCラジオとNBCラジオ佐賀の編成が統一され「ただいま、ラジオ。」が終了すると、同時間に放送の「あさかラ」に引き続き出演、2023年3月まで担当した。
日本統治時代の台湾で第7代総督を務めた明石元二郎の顕彰碑が出身地の福岡に建立されたことを記念して製作されたドキュメンタリー映画「我、死して護国の鬼とならん」では解説を担当した門田隆将とともに主演を務め、再現ドラマパートの明石を演じた。上映会とともに開催されたトークショーでは「宝塚の男役以来25年ぶりの付け髭に戸惑った」と語っている。

## 宝塚歌劇団退団後の主な活動

### ラジオ
- ただいま、ラジオ。 （2018年4月 - 2021年9月、NBCラジオ佐賀）
- あさかラ（2021年10月 - 2023年3月、NBCラジオ）

### テレビドラマ
- HKT48ドラマスペシャル「秘密」（2013年8月24日、福岡放送）- 立花真奈美 役

### 映画
- 『我、死して護国の鬼とならん』（2022年7月、ワクワク化計画）- 明石元二郎 役

### その他
- 西日本新聞夕刊『わたし活性化計画』でコラムを連載（2014年4月 - 9月）
- うきは市ふるさと大使を務めており、合併10周年を記念して制作された「うきは市民の歌『ルリ色のふるさと』」のCD版で歌唱を担当している[9]。